# مهمان شهر آهنگران
مهمان شهر آهنگران روستایی در دهستان زیرکوه بخش مرکزی شهرستان زیرکوه استان خراسان جنوبی ایران است. بر پایه سرشماری عمومی نفوس و مسکن در سال ۱۳۹۰ جمعیت این روستا ۳۹۲ نفر (در ۱۲۰ خانوار) بوده است.